# Nadjib Mohammedi
Pour les articles homonymes, voir Mohammedi.
Nadjib Mohammedi est un boxeur français né le 12 mars 1985 à Gardanne, Bouches-du-Rhône.

## Carrière
Passé professionnel en 2005, il devient champion de France des poids mi-lourds en 2008. Battu l'année suivante par Thierry Karl au premier round, il redevient champion de France de la catégorie le 4 octobre 2013 après sa victoire contre Patrick Bois. Nadjib remporte par ailleurs les gants d'or (récompensant le meilleur boxeur professionnel français) en 2013.
En 2014, destination les États-Unis où il y affronte Anataly Dudchenko et en sort victorieux par arrêt de l'arbitre au 7e round. Ce combat le fait devenir challengeur officiel IBF et attire les promoteurs si bien qu'en novembre 2014, abandonne son entraîneur Samuel Florimond pour signer un contrat avec la société Main Events et travaille désormais avec le célèbre entraîneur Abel Sanchez. Le 25 juillet 2015, il affronte le champion du monde des poids mi-lourds Sergey Kovalev et perd par KO au 3e round.